# مورتال کامبت گلد
مورتال کامبت: گولد (به انگلیسی: Mortal Kombat Gold) یک بازی ویدئویی به سبک مبارزه‌ای از سری بازی‌های مورتال کامبت که توسط میدوی گیمز به عنوان بازی زمان عرضه و به‌طور انحصاری در سپتامبر ۱۹۹۹ برای کنسول دریم‌کست منتشر شده‌است. این بازی در اصل به عنوان نسخهٔ ارتقاء داده شده مورتال کامبت ۴ در سال ۱۹۹۷ به‌شمار می‌رفت و اولین و تنها نسخه‌ای از سری مورتال کامبت است که برای کنسول دریم‌کست عرضه شده‌است. روند بازی در این نسخه تا حد زیادی شبیه به مورتال کامبت ۴ است، با این تفاوت که دارای چندین شخصیت و زمین مبارزه اضافه و یک مکانیزم جدید برای انتخاب سلاح است. مورتال کامبت: گولد تمام شخصیت‌های قابل انتخاب در مورتال کامبت ۴ را دارا می‌باشد، بعلاوه شش شخصیت اضافه که شامل باراکا، کیتانا، کونگ لائو، سایرکس، ملینا و شخصیت مخفی سکتور می‌باشد.